# 关税配额
關稅配額（tariff-rate quota）是一種針對进口商品的二層關稅系統，其中結合了關稅和进口配额。
在關稅配額下，可以讓配额數量內的特定進口商品，課以較低的關稅稅率，但若數量高於配额，就會課以較高的關稅稅率。例如，某一國家允許每年進口的五千台拖拉机課以10%的關稅稅率，但若超過此數量，會課以30%的關稅稅率。
關稅配額和單純的进口配额不同，關稅配額不會限制進口商品的數量。其中會包括配额內的規定（in-quota commitment）以及配額外的規定（out-of-quota commitment）。配額外的規定不會限制進口商品的量或是價格，而是會以不同的關稅稅率（一般比關稅配額內要高）課稅。只要进口配额的量或是總金額到達配額，或或是配额內的規定中一些要求未被滿足，進口時就需要面對較高的關稅稅率。
關稅配額一般是用來限制進口，以保护國內的生产。一般會用配额的量以及特別的關稅稅率來達到想要的保護效果。許多情形下，超過配額的關稅稅率會是懲罰性的高稅率。